# Indische Cricket-Nationalmannschaft in Australien in der Saison 1977/78
Die Tour der indischen Cricket-Nationalmannschaft nach Australien in der Saison 1977/78 fand vom 2. Dezember 1977 bis zum 3. Februar 1978 statt. Die internationale Cricket-Tour war Bestandteil der Internationalen Cricket-Saison 1977/78 und umfasste fünf Tests. Australien gewann die Serie 3–2.

## Vorgeschichte
Für beide Mannschaften war es die erste Tour der Saison.
Das letzte Aufeinandertreffen der beiden Mannschaften bei einer Tour fand in der Saison 1969/70 in Indien statt.

## Stadien
Die folgenden Stadien wurden für die Tour als Austragungsort vorgesehen.
| Stadion                  | Stadt     | Kapazität | Spiele  |
| ------------------------ | --------- | --------- | ------- |
| Adelaide Oval            | Adelaide  | 53.583    | 5. Test |
| The Gabba                | Brisbane  | 42.000    | 1. Test |
| Melbourne Cricket Ground | Melbourne | 100.024   | 3. Test |
| WACA Ground              | Perth     | 20.000    | 2. Test |
| Sydney Cricket Ground    | Sydney    | 48.000    | 4. Test |

## Kaderlisten
| Test | Test |
| Australien | Indien |
| --- | --- |
| - Bob Simpson (K) - Ian Callen - Wayne Clark - Gary Cosier - Rick Darling - John Dyson - Sam Gannon - Paul Hibbert - Kim Hughes - Alan Hurst - Tony Mann - David Ogilvie - Steve Rixon (wk) - Craig Serjeant - Jeff Thomson - Peter Toohey - Greame Wood - Graham Yallop - Bruce Yardley | - Bishan Bedi (K) - Mohinder Amarnath - Bhagwath Chandrasekhar - Chetan Chauhan - Anshuman Gaekwad - Sunil Gavaskar - Karsan Ghavri - Syed Kirmani (wk) - Madan Lal - Ashok Mankad - Brijesh Patel - Erapalli Prasanna - Dilip Vengsarkar - Srinivas Venkataraghavan - Gundappa Viswanath |

## Tests

### Erster Test in Brisbane
| 2. – 6. Dezember Scorecard | Brisbane | Australien 166 (46.7) & 327 (91.5) | – | Indien 153 (50) & 324 (84.7) |
|                            |          | Australien gewinnt mit 16 Runs     |   |                              |

Australien gewann den Münzwurf und entschied sich als Schlagmannschaft zu beginnen.

### Zweiter Test in Perth
| 16. – 21. Dezember Scorecard | Perth | Indien 402 (79.6) & 330-9 (73.5) | – | Australien 394 (118.6) & 342-8 (87.2) |
|                              |       | Australien gewinnt mit 2 Wickets |   |                                       |

Indien gewann den Münzwurf und entschied sich als Schlagmannschaft zu beginnen.

### Dritter Test in Melbourne
| 30. Dezember – 4. Januar Scorecard | Melbourne | Indien 256 (69.2) & 343 (88.7) | – | Australien 213 (50.1) & 164 (51.1) |
|                                    |           | Indien gewinnt mit 222 Runs    |   |                                    |

Indien gewann den Münzwurf und entschied sich als Schlagmannschaft zu beginnen.

### Vierter Test in Sydney
| 7. – 12. Januar Scorecard | Sydney | Australien 131 (49.4) & 263 (98.7)          | – | Indien 396-8d (101) |
|                           |        | Indien gewinnt mit einem Innings und 2 Runs |   |                     |

Australien gewann den Münzwurf und entschied sich als Schlagmannschaft zu beginnen.

### Fünfter Test in Adelaide
| 28. Januar – 3. Februar Scorecard | Adelaide | Australien 505 (112.4) & 256 (82.5) | – | Indien 269 (82.2) & 445 (141.4) |
|                                   |          | Australien gewinnt mit 47 Runs      |   |                                 |

Australien gewann den Münzwurf und entschied sich als Schlagmannschaft zu beginnen.